# San Justo (Zamora)
San Justo (en senabrés San Xustu) es un municipio y localidad española de la provincia de Zamora, en la comunidad autónoma de Castilla y León.

## Geografía
Se encuentra ubicado en la comarca de Sanabria, al noroeste de la provincia. En su término municipal se encuentran las localidades de Barrio de Rábano, Coso, Rábano de Sanabria, Rozas, San Ciprián, y San Justo.

## Historia
Durante la Edad Media quedó integrado en el Reino de León, cuyos monarcas acometieron una repoblación de la comarca de Sanabria. Tras la independencia de Portugal del reino leonés en 1143 San Justo habría sufrido por su situación geográfica los conflictos entre los reinos leonés y portugués por el control de la frontera, quedando estabilizada la situación a inicios del siglo XIII.
Posteriormente, en la Edad Moderna, San Justo fue una de las localidades que se integraron en la provincia de las Tierras del conde de Benavente y dentro de esta en la receptoría de Sanabria. No obstante, al reestructurarse las provincias y crearse las actuales en 1833, San Justo pasó a formar parte de la provincia de Zamora, dentro de la Región Leonesa, quedando integrado en 1834 en el partido judicial de Puebla de Sanabria.
En torno a 1850, el término tuvo su principal ampliación, al integrar en su seno los antiguos municipios de Barrio de Rábano, Coso, Rábano de Sanabria y Rozas, tomando su actual extensión en 1970 con la integración de San Ciprián.

## Patrimonio

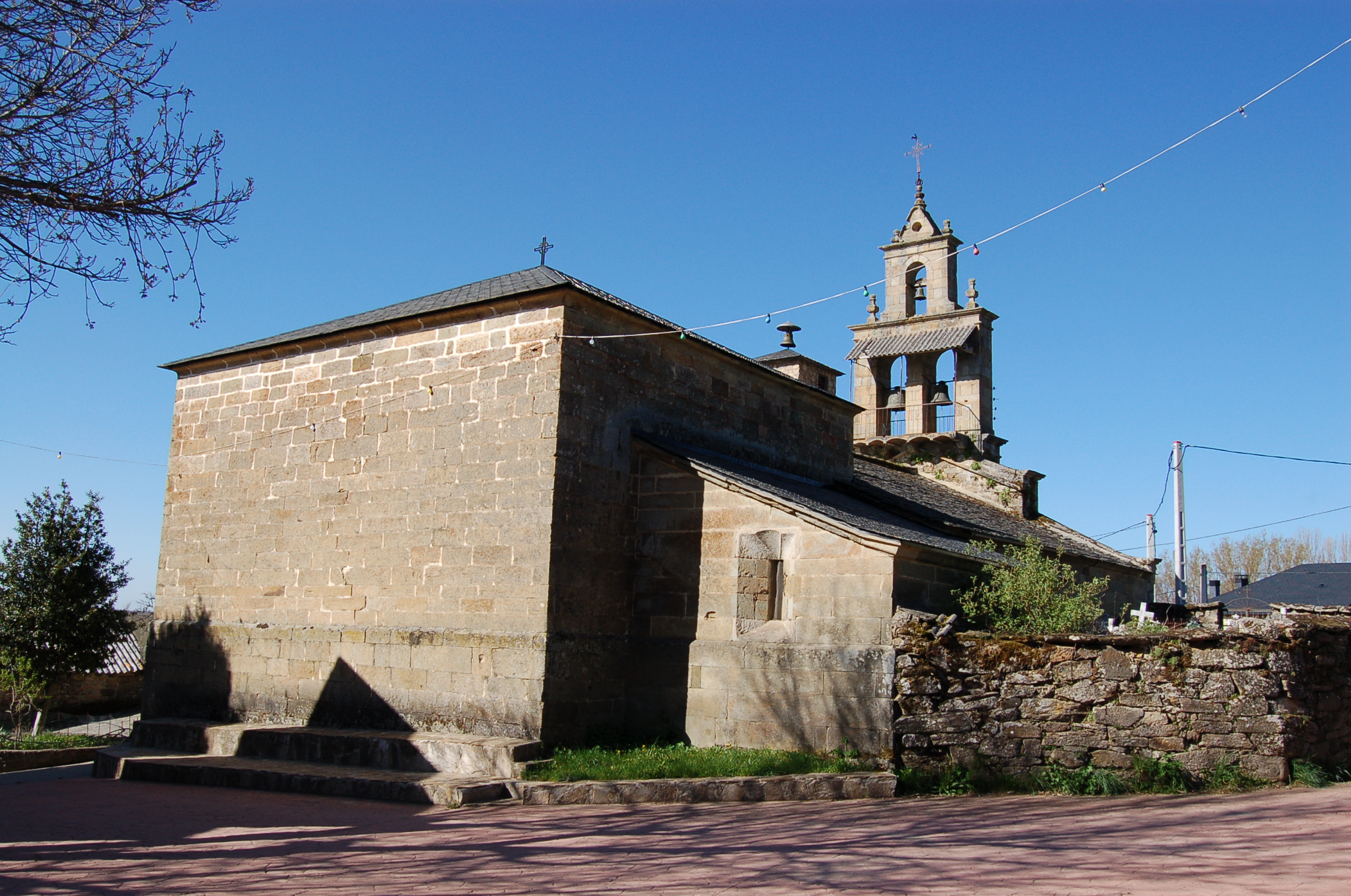
Iglesia.

La construcción más emblemática, no solo de esta localidad, sino de la zona, es la ermita de la Alcobilla, ubicada en un paraje rodeado de más de doscientos castaños centenarios y que según los documentos la sitúan entre los 900 y los 1200 años de antigüedad. En cuanto a la población a la que pertenece la ermita: hay quien dice que se encuentra dentro del término de Rábano de Sanabria y hay quien se la atribuye a San Justo.

## Demografía

### Evolución demográfica
Cuenta con una población de 215 habitantes (INE 2024).
| Gráfica de evolución demográfica de San Justo entre 1842 y 2021 |
| |
| Población de derecho según los censos de población del INE Población de hecho según los censos de población del INEEntre el censo de 1857 y el anterior, crece el término del municipio porque incorpora a 495014 (Barrio de Rábano), 495041 (Coso), 495102 (Rábano de Sanabria) y 495112 (Rozas) Entre el censo de 1970 y el anterior, crece el término del municipio porque incorpora a 49526 (San Ciprián) |

### Población por núcleo

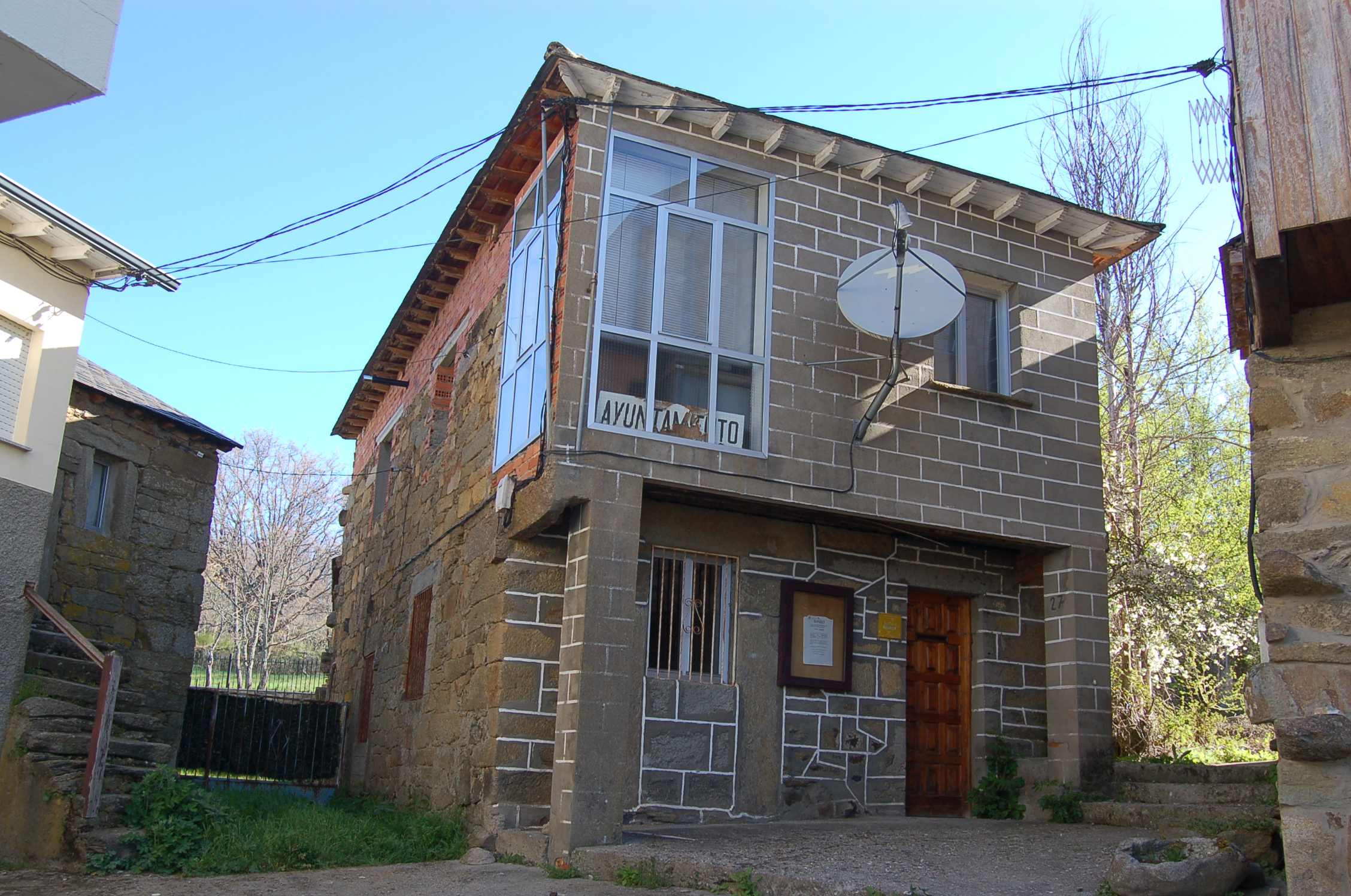
Antigua casa consistorial

El municipio se divide en seis núcleos de población, que poseían la siguiente población en 2024 según el INE.
| Núcleo de población | Población |
| ------------------- | --------- |
| San Justo           | 54        |
| San Ciprián         | 52        |
| Rábano de Sanabria  | 46        |
| Rozas               | 44        |
| Coso                | 15        |
| Barrio de Rábano    | 7         |

## Fiestas
- 17 de enero: San Antón.
- Mediados de junio: Corpus Christi

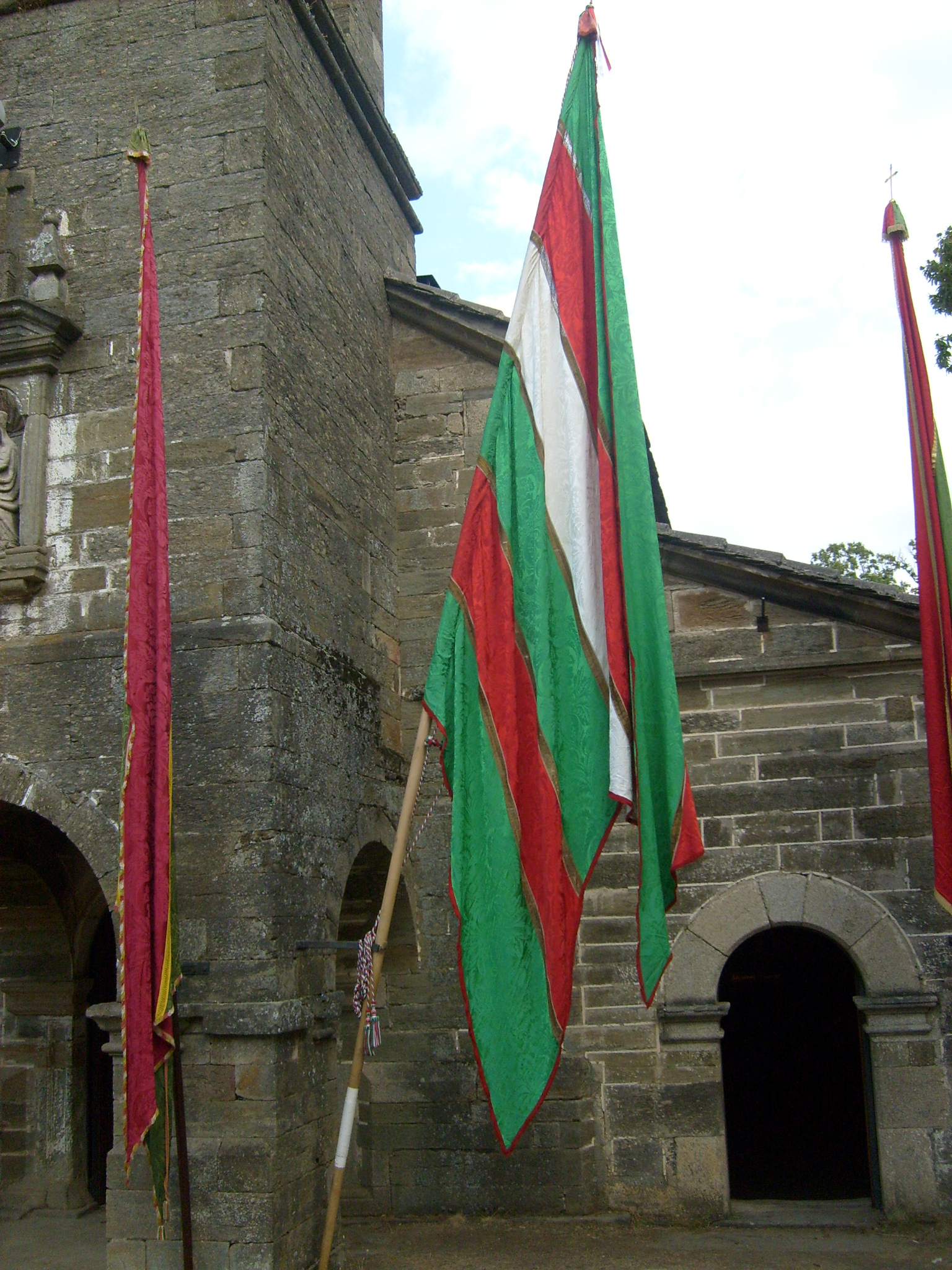
Pendón de San Justo.

- 9 y 10 de agosto: Santos Justo y Pastor.
- 15 de agosto: Nuestra Señora de la Asunción
- 8 de septiembre: Romería de Ntra. Sra. de la Alcobilla en el  Santuario de la Alcobilla, en la que también participan los vecinos de los pueblos limítrofes.